# Etanol como combustible en Brasil

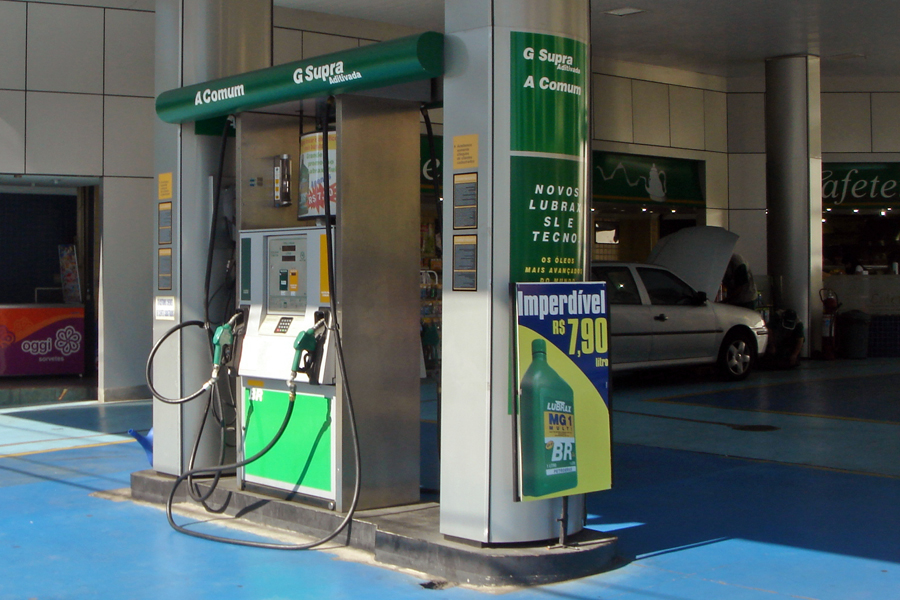
Brasil tiene etanol como combustible disponible en todo el país. Mostrada aquí una típica estación de abastecimiento de Petrobras en São Paulo con los dos combustibles disponibles, alcohol (etanol) marcado con A y gasolina con la letra G.

Brasil es el segundo mayor productor de etanol del mundo, el mayor exportador mundial, y es considerado el líder internacional en materia de biocombustibles y la primera economía en alcanzar un uso sostenible de los biocombustibles. Juntos, Brasil y los Estados Unidos encabezan la producción de etanol, siendo responsables en 2006 por el 70% de la producción mundial y casi el 90% del etanol utilizado como combustible. En 2006 la producción brasileña fue de 16,3 mil millones de litros, la cual representa el 33,3% de la producción mundial de etanol y el 42% del etanol utilizado como combustible a nivel mundial. La proyección de la producción total para 2008 se estima en 26,4 mil millones de litros.
La industria brasileña de etanol tiene más de 30 años de historia y utiliza como insumo agrícola la caña de azúcar, emplea modernos equipos, ha desarrollado su propia tecnología, los residuos de la caña son utilizados como para producir energía en el proceso de destilación, por lo cual el precio del etanol brasileño es muy competitivo, y consigue un relativamente alto balance energético (razón energía generado/energía usada en el proceso) que varía ente 8,3 y 10,2 dependiendo del uso de las mejores prácticas. La producción de etanol está concentrada en las regiones Centro y Sur del país, siendo el Estado de São Paulo el principal productor. En estas dos regiones se concentró casi el 90% de la producción brasileña de etanol en 2004, y el casi todo el resto se produce en la Región Nordeste.
La industria automovilística brasileña desarrolló vehículos que operan con flexibilidad en el tipo de combustible, llamados vehículos de combustible flexible, popularmente conocidos como "flex" en Brasil, ya que el motor funciona con cualquier proporción de gasolina (mezcla E20-E25) y etanol hídrico (E100). Disponibles en el mercado a partir de 2003, estos vehículos resultaron un éxito comercial, y en agosto de 2008 la flota de carros "flex" ya había alcanzado 6 millones de vehículos, incluyendo automóviles y vehículos comerciales livianos, representando un 23% de la flota de vehículos livianos de Brasil.  El éxito de los vehículos "flex", en conjunto con el uso obligatorio a nivel nacional de entre 20% y 25% de alcohol mezclado con gasolina convencional (gasohol E25) para los vehículos de motor a gasolina, permitieron que el consumo de etanol superase el consumo de gasolina a partir de abril de 2008.  Al considerar los otros combustibles utilizados por toda la flota, principalmente los vehículos con motor diésel, el consumo de etanol destilado de la caña de azúcar en 2006 fue del 18 % del consumo total de combustible del sector vial.

## Historia
| Año | Autos E100 | Autos "Flex" | Total de vehículos (incluyendo exportados) | % Autos etanol (E100 y "Flex") |
| --- | ---------- | ------------ | ------------------------------------------ | ------------------------------ |
| 1979 | 3.328      | -            | 912.018                                    | 0,4                            |
| 1980 | 239.251    | -            | 933.152                                    | 25,6                           |
| 1986 | 619.854    | -            | 815.152                                    | 76,0                           |
| 1990 | 71.523     | -            | 663.084                                    | 10,8                           |
| 1998 | 1.188      | -            | 1.254.016                                  | 0,1                            |
| 2000 | 9.428      | -            | 1.361.361                                  | 0,7                            |
| 2002 | 48.022     | -            | 1.521.431                                  | 3,2                            |
| 2003 | 31.728     | 39.853       | 1.361.361                                  | 4,8                            |
| 2004 | 49.796     | 282.706      | 1.862.780                                  | 17,8                           |
| 2005 | 43.278     | 776.164      | 2.011,817                                  | 40,7                           |
| 2006 | 758        | 1.249.062    | 2.092.003                                  | 59,7                           |
| 2007 | 3          | 1.716.716    | 2.388.402                                  | 71,9                           |
| Fuente: Associação Nacional dos Fabricantes de Veículos Automotores Las cifras para vehículos "flex" no incluyen los vehículos comerciales livianos. |            |              |                                            |                                |

A partir de la Crisis del petróleo de 1973, el Gobierno de Brasil, en una actitud aislada a nivel internacional , creó el programa "Pró-álcool", y así el etanol recibió la atención como biocombustible de gran potencial. En cuanto el gobierno promovía estudios económicos para producción de alcohol a gran escala, realizando transferencia de tecnología y hasta proporcionando subsidios a las plantas destiladoras de alcohol, la industria automovilística instalada en Brasil en aquella época - Volkswagen, Fiat, Ford y General Motors - adaptaron los motores de los vehículos para funcionar con alcohol como combustible. Así surgieron en el mercado dos versiones de vehículos: con motor 100% movido con alcohol y la versión convencional de gasolina. El primer automóvil a funcionar con 100% de alcohol fue el Fiat 147 en 1978. Desde entonces y hasta 1986, el automóvil de alcohol ganó popularidad entre los brasileños, al punto que la mayoría de los vehículos fabricados por la industria automovilística utilizaban ese combustible. En 1986 la producción llegó a 619.854 automóviles, representando el 76% de todos los vehículos fabricados en ese año.

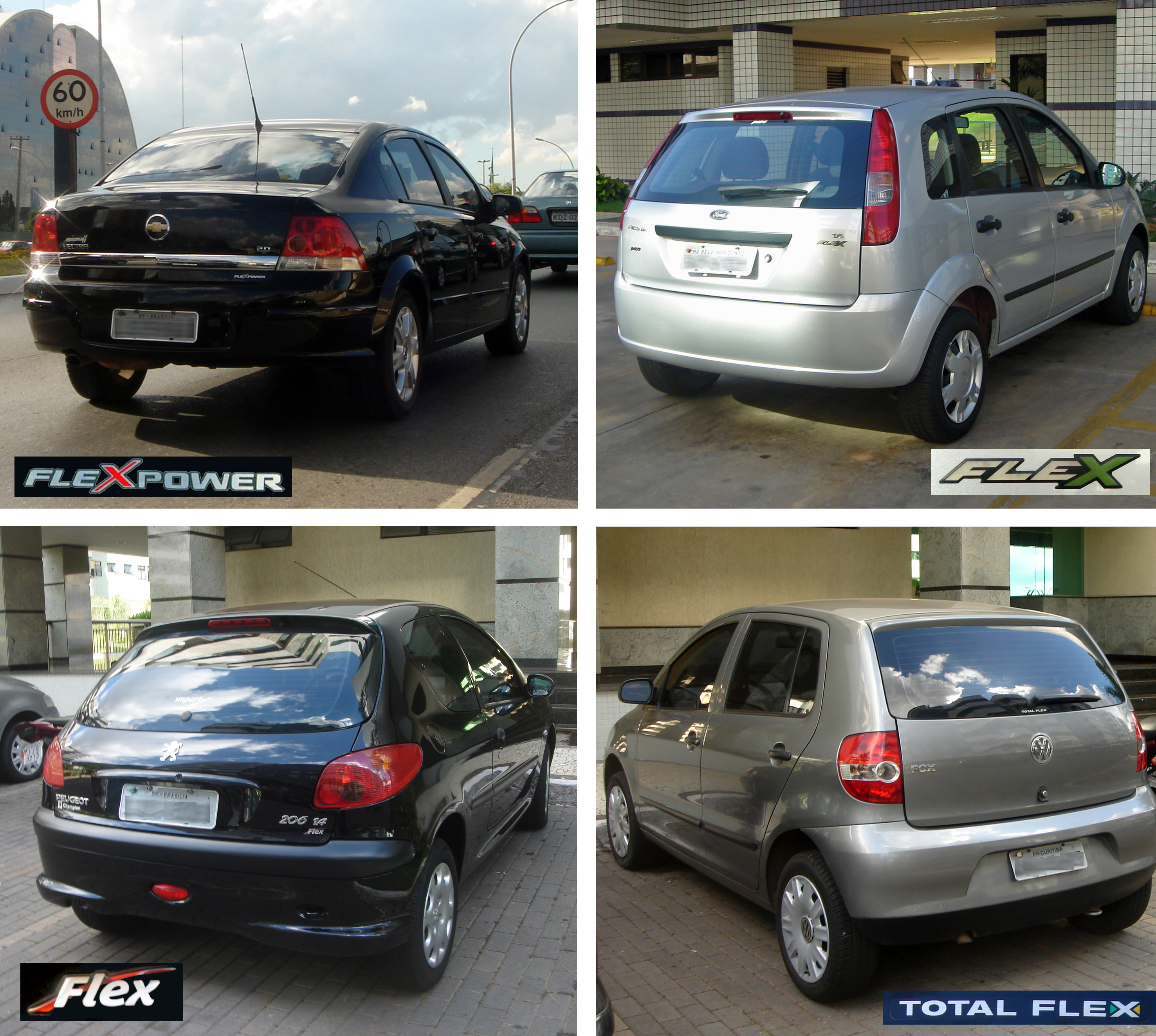
Típicos modelos de automóvil brasileño de combustible flexible de varios fabricantes, popularmente conocidos como "flex", que operan con cualquier mezcla de etanol y gasolina.

Originado en una alza del precio internacional del azúcar, a partir de esa época comenzó una caída en el consumo de alcohol, lo que gradualmente provocó la disminución en la venta de automóviles movidos con alcohol. El etanol como combustible comenzó a escasear en el mercado, al punto que en 1991 el Gobierno tuvo que importar etanol desde Estados Unidos, medida acompañada de una reducción progresiva de los subsidios a la producción, lo que provocó la casi extensión del programa "Pró-Álcool". También contribuyó a la disminución de la demanda algunos problemas técnicos que presentaban los motores movidos por alcohol, ya que en épocas frías no funcionaban adecuadamente. Durante la década de los 90, y debido a las alzas inesperadas del precio del petróleo, el etanol pasó a ser mezclado con la gasolina, en una proporción de alrededor del 20%, como una forma de reducir el precio que debían pagar los consumidores por la gasolina. En 1999 se ensamblaron solo 1.188 automóviles movidos por alcohol.
El resurgimiento del etanol como combustible se produjo en mayo de 2003, cuando la Volkswagen montó una línea de producción para automóviles de combustible flexible, resultando en el Gol 1.6 "Total Flex". Dos meses después la Chevrolet ofreció en el mercado el Corsa 1.8 "Flexpower", utilizando un motor desarrollado en consorcio con la Fiat llamado "PowerTrain". En Brasil, este tipo de vehículo que opera con cualquier proporción de etanol y gasolina es popularmente conocido como auto "flex". En 1993 la producción de automóviles "flex" llegó a 39.853 autos y 9.411 vehículos comerciales levianos. Ya para 2005, los fabricantes que producen vehículos "flex" incluyen las automotrices Chevrolet, Fiat, Ford, Peugeot, Renault, Volkswagen, Honda, Mitsubishi, Toyota y Citroën. Los vehículos "flex" representaron 22% de las ventas de autos nuevos en 2004, subió para 73% en 2005. y las ventas alcanzaron el 87,6% en julio de 2008. En agosto de 2008 la flota de vehículos "flex" registrados, incluyendo automóviles y los vehículos comerciales livianos, alcanzó 6 millones de vehículos.

## Comparación de la producción entre Estados Unidos y Brasil
La industria de etanol destilado a partir de caña de azúcar que fue desarrollada en Brasil es mucho más eficiente que la industria estadounidense basada en insumos de maíz. En 2007, las plantas destiladoras brasileñas producen etanol por USD 0,22 por litro, comparado con USD 0,30 por litro de etanol obtenido con maíz, además de que los agricultores estadounidenses reciben del Gobierno Federal un subsidio de USD 0,51 por bushel de maíz producido.
En los Estados Unidos la caña de azúcar es cultivada en los estados de Florida, Luisiana, Hawái, y Texas, que cuentan con el clima tropical adecuado para ese cultivo. Las primeras tres plantas destiladoras de etanol producido a partir de caña de azúcar en los Estados Unidos entrarán en funcionamiento en Luisiana a mediados de 2009. Plantas productoras de azúcar en Lacassine, St. James y Bunkie fueron convertidas usando tecnología e inversión colombiana para destilar etanol a partir de caña de azúcar. Se espera que estas tres plantas produzcan en forma rentable 378 millones de litros (100 millones de galones) de etanol en un plazo de cinco años.
Las variables más importantes que diferencian la producción en los dos países se presentan en el siguiente cuadro comparativo:
| Comparación de las principales características de la industria de etanol en los Estados Unidos y Brasil | Comparación de las principales características de la industria de etanol en los Estados Unidos y Brasil | Comparación de las principales características de la industria de etanol en los Estados Unidos y Brasil | Comparación de las principales características de la industria de etanol en los Estados Unidos y Brasil |
| --- | --- | --- | --- |
| Característica | Brasil                                                                                                  | Estados Unidos                                                                                          | Unidades/comentario                                                                                     |
| Materia prima (insumo agrícola) | Azúcar                                                                                                  | Maíz | |
| Producción total de etanol (2007) | 5.019,2                                                                                                 | 6.498,6                                                                                                 | Millones de galones líquidos EUA                                                                        |
| Total de tierras cultivables | 355 | 270(1)                                                                                                  | Millones hectáreas.                                                                                     |
| Área total plantada del cultivo para producir etanol (2006) | 3,6 (1%)                                                                                                | 10 (3,7%)                                                                                               | Millones hectáreas (% total arable)                                                                     |
| Productividad por hectárea plantada | 6,800-8,000                                                                                             | 3,800-4,000                                                                                             | Litros de etanol por hectárea producidos.                                                               |
| Balance energético (producto/insumos) | 8,3 a 10,2 veces                                                                                        | 1,3-1,6 veces                                                                                           | Relación de la energía obtenida del etanal/energía gastada en su producción.                            |
| Reducción emisiones gases de efecto invernadero | 86-90%(2)                                                                                               | 10-30%(2)                                                                                               | % de emisiones evitadas al sustituir gasolina, sin cambios en uso del suelo                             |
| Tiempo de restitución del carbono por uso de tierras nuevas | 17 años(3)                                                                                              | 93 años(3)                                                                                              | Suponiendo escenarios (Fargione et al.) con cambios en el uso del suelo                                 |
| Flota de vehículos flexibles (autos y veh. carga liviana) | 6,0 millones                                                                                            | 6,8 millones                                                                                            | Agosto de 2008 para Brasil (flota usa E25 a E100). Abril de 2008 para EUA (solo usa E85).               |
| Gasolineras con etanol disponible en el país | 33.000 (100%)                                                                                           | 1.700 (1%)                                                                                              | % del total de gasolineras en cada país. Año 2006 para Brasil y julio de 2008 para E.U.A.               |
| Participación de mercado del consumo de etanol | 50%(4)                                                                                                  | 4% | % del consumo total en base volumétrica. Abril de 2008 para Brasil y año 2006 para E.U.A.               |
| Costo de producción (USD/galón) | 0,83 | 1,14 | 2006/2007 para o Brasil (22¢/litro), 2004 para E.U.A (35¢/litro)                                        |
| Subsidio agrícola (en USD) | 0 | 0,51/galón                                                                                              | E.U.A. hasta 30 de abril de 2008. En Brasil la producción de etanol ya no tiene subsidios.              |
| Aranceles de importación (en USD) | 0 | 0,54/galón                                                                                              | Brasil no importa etanol, EUA si importa, la mayoría de Brasil                                          |
| Notas: (1) Solamente EUA contiguo, excluyendo Alaska. (2) Supone que no hay cambios en el uso del suelo. (3) Supone cambios en los usos del suelo con el cultivo caña de azúcar en el cerrado brasileño y del maíz en la pradera central estadounidense. (4) Al incluir los vehículos de motor diésel, el uso de etanol en el sector vial fue cercano al 18% en 2006. | | | |

## Diplomacia del etanol
En marzo de 2007, la "diplomacia del etanol" fue el centro de la gira del Presidente George W. Bush por América Latina, a través de la cual, Bush y el expresidente de Brasil Luiz Inácio Lula da Silva, buscaron promover la producción y el uso del etanol destilado de la caña de azúcar en América Latina y los países del Caribe. Los dos países también acordaron compartir tecnología y establecer estándares internacionales para los biocombustibles. La transferencia de tecnología brasileña basada en la destilación de caña de azúcar le permitiría a varios países de América Central, como Honduras, Nicaragua, Costa Rica y Panamá, varios países del Caribe, y varios países de la Comunidad Andina la exportación de etanol libre de aranceles a EE. UU., gracias a los acuerdos de libre comercio vigentes. Como ejemplo, aunque EE. UU. impone un arancel de USD 0,54 por cada galón de etanol importado, los países que suscribieron el Tratado de Libre Comercio entre Estados Unidos, Centroamérica y República Dominicana estarían exentos de tal tasa de importación si producen el etanol de productos agrícolas cultivados en el propio país. La expectativa es que por medio de la tecnología brasileña para producir etanol de la caña de azúcar, estos países se podrían convertir en exportadores al mercado estadounidense en el corto plazo. En 2004 la CEPAL ya había presentado una propuesta para desarrollar un programa de biocombustibles en América Central, aprovechando la tradición existente en la región en el cultivo de la caña de azúcar y con la intención de revivir el intento que tuvo lugar en los años ochenta de reproducir la experiencia brasileña para producir alcohol como combustible en Centroamérica.

En agosto de 2007, el presidente de Brasil realizó una gira por México y varios países de América Central y el Caribe para promover la tecnología brasileña del etanol.
Esta alianza entre Estados Unidos y Brasil generó algunas reacciones negativas. Mientras Bush todavía estaba en São Paulo como parte de su visita de a Latinoamérica, el presidente de Venezuela, Hugo Chávez, desde Buenos Aires, descartó el plan del etanol y lo calificó de "locura" y acusó a los EE. UU. de intentar "sustituir la producción de alimentos para consumo animal y humano por producción de productos agrícolas para vehículos, para mantener el estilo de vida americano." Fidel Castro, entonces Presidente de Cuba también lanzó fuertes críticas a la iniciativa en uno de sus últimos escritos publicados por el Diario Granma.